# El botones Sacarino
El botones Sacarino és un personatge de ficció de còmic creat per Francisco Ibáñez, inspirat en els personatges francesos Sergi Grapes i Espirú, ambdós d'André Franquin. Va aparèixer per primer cop a El DDT nº 628 publicat el 27 de maig de 1963.

## Introducció
En Sacarino és el grum d'un diari dit El aullido vespertino per bé que posteriorment esdevindria el DDT. Té encomanades múltiples tasques: netejar i desar els despatxos, omplir de tinta els tinters, fer tot tipus d'encàrrecs, etc. Però en Sacarino sempre tenta de fugir de la feina per a poder dormir o jugar a algun joc. Per culpa dels seus jocs, en Sacarino sol provocar situacions divertides a les oficines, fets que molesten o perjudiquen el director o el president.
El director sempre mira d'enxampar en Sacarino in fraganti, però la sola cosa que aconsegueix és que el president pensi que ell és el culpable de tots els damnatges causats per l'emprat.

## Personatges
- Sacarino és el grum de l'edifici. És el protagonista de les historietes, un xic ingenu i un poc maldestre. No li agrada treballar i sempre que pot dorm una becaina o es distreu jugant a alguna cosa. Les seues actuacions solen provocar embolics, confusions i guirigalls. No acostuma a adonar-se dels embolics que causa, i quan ho fa, prefereix amagar-se en lloc d'afrontar-lo.

- El director d'edicions, o, com li diu en Sacarino, el dire. És un home que sempre està empipat, vesteix tot de negre i es preocupa molt d'agradar al president i als seus altres superiors. En canvi, és rígid amb els treballadors. Sol rebre tots els co,lps per culpa de Sacarino.

- El president, o, com li diu en Sacarino, el presi. És el gerent de l'empresa editora del periòdic, solament per sota dels accionistes. Sol ser la víctima dels embolics, confusions i guirigalls d'en Sacarino, però les aparences sempre assenyalen el director, que quasi sempre creu culpable.

## El botones Sacarino i Sergi Grapes
El personatge de El botones Sacarino està inspirat amb el també grum Gaston Lagaffe (Sergi Grapes) del dibuixant belga André Franquin. Alguns dels acudits i dibuixos d'Ibañez es poden trobar originalment en històries de Franquin. A la xarxa s'han publicat uns quants exemples d'acudits o dibuixos d'Ibañez que són molt similars a altres de Franquin.

## Còmics editats
Sacarino ha aparegut en diverses col·leccions, a més de tenir la seua pròpia revista, i sortir en d'altres com Tío Vivo, Super Mortadelo o Pulgarcito. Ocasionalment, també apareixien revistes puntuals amb el títol de "Sacarino Extra" o "Súper Sacarino". És habitual veure'l en algunes historietes de Mortadel·lo i Filemó, i a vegades se'ns presenta també com amic d'en "Tete Cohete".